# Nisída Árpina
Nisída Árpina är en ö i Grekland.   Den ligger i prefekturen Nomós Zakýnthou och regionen Joniska öarna, i den södra delen av landet, 250 km väster om huvudstaden Aten.